# Eleccions presidencials de Guinea Bissau de 2009
Les eleccions presidencials de Guinea Bissau de 2009 van tenir lloc a Guinea Bissau el 28 de juny de 2009 després de l'assassinat del president João Bernardo Vieira el 2 de març de 2009. Com que cap candidat va obtenir la majoria en la primera ronda, es va celebrar una segona ronda el 26 de juliol de 2009 entre els dos principals candidats, Malam Bacai Sanhá, del governant Partit Africà per la Independència de Guinea i Cap Verd (PAIGC) i el líder de l'oposició Kumba Ialá. Sanhá va guanyar amb una majoria substancial en la segona volta, segons els resultats oficials.

## Antecedents
En el funeral de Vieira el 10 de març de 2009, el president interí Raimundo Pereira diu que el compliment del termini de 60 dies per a la celebració d'una nova elecció seria "un dels nostres més grans reptes." El primer ministre de Cap Verd, José Maria Neves, va declarar el 27 de març de 2009 que era logísticament i econòmica impossible per a Guinea Bissau celebrar les eleccions a temps, i que s'havia de tenir com a objectiu mantenir-les al juny o novembre (abans o després de la temporada de pluges). El primer ministre Carlos Gomes Júnior va anunciar el 31 de març que les eleccions es durien a terme el 28 de juny, amb l'acord de "totes les parts, el govern, el president interí i la classe política".
Els donants estrangers pagaren la despesa total de l'elecció, al voltant de 5,1 milions d'euros.

## Candidats
A l'abril de 2009, el Partit de Renovació Social (PRS), principal partit de l'oposició de Guinea Bissau, va designar al seu President, Kumba Ialá (que anteriorment va ser president de Guinea Bissau de 2000 a 2003), com el seu candidat per a les eleccions presidencials. Alguns en el partit que es va oposar al "sistema de monopoli" de Ialá i van proposar la candidatura alternativa de Baltizar Lopes Fernandes, però no van tenir èxit.
Sis candidats van buscar la nominació presidencial del Partit Africà per la Independència de Guinea i Cap Verd (PAIGC), el partit governant. El President del PAIGC Carlos Gomes Júnior recolzava Pereira. El 25 d'abril de 2009, el Comitè Central del PAIGC va escollir Malam Bacai Sanhá, que havia estat president interí de Guinea Bissau des de 1999 a 2000 com a candidat presidencial del partit. Va rebre 144 vots, mentre que Pereira en va rebre 118; Un altre candidat fracassat a la nominació va ser l'exprimer ministre Manuel Saturnino da Costa.
Aristides Gomes, que va ser primer ministre des de 2005 fins 2007 i liderava el Partit Republicà per la Independència i el Desenvolupament (PRID), va presentar la seva candidatura. Francisco Fadul, que va ser primer ministre des de 1999 fins 2000 i actualment és el president del Tribunal de Comptes, també va presentar una sol·licitud per presentar-se com el candidat del seu partit, el Partit Africà per al Desenvolupament i Ciutadania (PADEC). Henrique Pereira Rosa, que va ser President provisional de 2003 a 2005, va tractar de participar com a candidat independent, igual que el ministre d'Administració Interna, Baciro Dabó. En total, 20 candidats van presentar demandes davant del Tribunal Suprem de Justícia, que representaven a 13 partits polítics i 7 independents. Zinha Vaz es va presentar com a candidat de la Unió Patriòtica Guineana (UPG), i va ser l'única dona candidata a l'elecció.
El 14 de maig, el Tribunal Suprem va anunciar que 12 candidatures havien estat aprovades i 8 havien estat rebutjades. Les candidatures de Sanhá, Ialá, i Rosa estaven entre les acceptats. La candidatura de Fadul va ser rebutjada amb l'argument que encara era president del Tribunal de Comptes i advocat en exercisi, cosa que el Tribunal Suprem va considerar legalment incompatible amb la seva candidatura presidencial. La candidatura d'Aristides Gomes també va ser rebutjada amb l'argument que havia estat fora del país durant els 90 dies abans de presentar la seva candidatura.
Abans de les eleccions, tres dels 11 candidats restants es van considerar com a candidats principals per a la Presidència: Sanha (PAIGC), Ialá (PRS) i Rosa (Independent).

## Campanya
Dubtant que Ialá seria capaç d'obtenir molt més suport que el que va obtenir en la primera volta, els analistes van considerar que Sanhá era el clar favorit per a la segona volta. Alguns candidats menors, com Luis Nancassa, Paulo Mendonça, Francisca Vaz Turpin, i Braima Alfa Djalo donaren suport Sanhá després de la primera volta. A mitjans de juliol el candidat del Partit de la Nova Democràcia Iaia Djalo, qui acabà quart amb un 3.11%, també va instar els seus partidaris a votar per Sanhá en la segona volta.
Durant la campanya de la segona volta Ialá va culpar al PAIGC dels problemes de Guinea Bissau i va al·legar que era responsable de l'assassinat de Vieira. Advertint contra l'ús d'aquesta retòrica inflamatòria, l'exèrcit ha posat èmfasi que no permetria que l'estabilitat nacional es posés en perill.

## Incidències
El 5 de juny, un dia abans de començar la campanya electoral, Dabó va ser tirotejat i mort a casa seva, possiblement per tal d'evitar que ordenés un processament contra els assassins del president Vieira en cas de guanyar les eleccions. Tanmateix es va decidir que les eleccions s'efectuarien segons el previst el 28 de juny. Un altre candidat independent, Paulo Mendonça, va dir que les eleccions legalment no podien seguir endavant en la data prevista perquè la constitució requeria un retard en el cas de la mort d'un candidat, i va portar l'assumpte al Tribunal Suprem. Rosa va dir que la seva campanya se sotmetria inicialment i no començaria seriosament fins a set dies després de la mort de Dabó.
Segons els informes, la participació va ser baixa quan la votació es va dur a terme el 28 de juny. Els observadors electorals de la Unió Europea van estar presents a 80 dels 2.700 centres de votació, i el cap de la missió de la UE, Johan Van Hecke, va dir que "la pluja va tenir un paper", però que no era l'únic culpable de la baixa participació. També va dir que la votació es va realitzar "d'una manera tranquil·la i ordenada" i que "no se'ns ha informat de ni un sol incident o queixa".

## Resultats

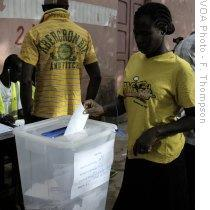
Votants emeten el seu vot el 28 de juny de 2009. VOA photo

Desejado Lima da Costa, el cap de la Comissió Nacional Electoral, va anunciar els resultats provisionals el 2 de juliol de 2009. Aquests resultats van mostrar Sanhá amb 133,786 vots o el 39,59% dels vots, Ialá amb 99,428 vots o el 29,42%, i Rosa amb el 24,19%; la participació va ser al voltant del 60%, amb 593.782 dels 1,4 milions com a votant. Com a resultat, Sanhá i Ialá anirien a una segona volta el 2 d'agost. Tot i que Rosa era posicionat per donar un suport decisiu a la segona ronda, va declinar fer-ho. La Comissió Nacional Electoral va anunciar el 5 de juliol que la data de la segona volta es traslladaria cap endavant del 2 d'agost al 26 de juliol perquè l'última data es va considerar més compatible amb la temporada de collita agrícola.
El 25 de juliol, Sanhá i Ialá van acordar que ambdós respectarien els resultats de la segona volta i que qualsevol disputa sobre els resultats seria manejada pel procés legal. També van acordar que el candidat perdedor gaudiria de privilegis com la seguretat i el transport personal. Després de la segona ronda el 26 de juliol, la Comissió Nacional Electoral va anunciar el 29 de juliol que Sanhá havia guanyat amb el 63,52% dels vots (224,259 vots), mentre que Ialá va rebre el 36,48%. La participació es va situar en el 61%. Ialá va dir que acceptava els resultats, instant Sanhá a "treballar pel desenvolupament de Guinea Bissau".
| Candidat                         | Partit                                                  | Primera volta | Primera volta | Segona volta | Segona volta |
| Candidat                         | Partit                                                  | Vots          | %             | Vots         | %            |
| -------------------------------- | ------------------------------------------------------- | ------------- | ------------- | ------------ | ------------ |
| Malam Bacai Sanhá                | Partit Africà per la Independència de Guinea i Cap Verd | 133,786       | 37.54         | 224,259      | 63.31        |
| Mohamed Ialá Embaló              | Partit de Renovació Social                              | 99,428        | 27.90         | 129,973      | 36.69        |
| Henrique Pereira Rosa            | Independent                                             | 81,751        | 22.94         |              |              |
| Mamadú Iaia Djaló                | Partit de la Nova Democràcia                            | 10,495        | 2.95          |              |              |
| João Gomes Cardoso               | Independent                                             | 4,115         | 1.15          |              |              |
| Serifo Baldé                     | Partit Jove                                             | 1,794         | 0.50          |              |              |
| Aregado Mantenque Té             | Partit dels Treballadors                                | 1,736         | 0.49          |              |              |
| Ibraima Djaló                    | Independent                                             | 1,489         | 0.42          |              |              |
| Zinha Vaz Turpin                 | Unió Patriòtica Guineana                                | 1,219         | 0.34          |              |              |
| Luís Nancassa                    | Independent                                             | 1,195         | 0.34          |              |              |
| Paulo Mendonça                   | Independent                                             | 949           | 0.27          |              |              |
| Nuls/blancs                      | Nuls/blancs                                             | 18,383        | –             | 8,504        | –            |
| Total                            | Total                                                   | 356,340       | 100           | 362,736      | 100          |
| Votants registrats/participació  | Votants registrats/participació                         | 593,765       | 60.01         | 593,765      | 61.09        |
| Font: African Elections Database |                                                         |               |               |              |              |